# Casa de los Alcaldes
La Casa de los Alcaldes es un edificio colonial de la ciudad de Quito DM, ubicado en el flanco norte de la Plaza de la Independencia, en el corazón del Centro Histórico de la urbe. Flanqueado por el Palacio de Pizarro y el Palacio de la Curia Metropolitana, es normalmente confundido como parte de la estructura del Palacio Arzobispal de la ciudad.

## Historia
Inicialmente este solar perteneció a Juan Díaz de Hidalgo, uno de los fundadores de la villa de San Francisco de Quito y dueño también del solar donde actualmente se encuentra el Palacio de Pizarro, en 1534, y desde entonces fue vendido en sucesivas ocasiones hasta finales del siglo XIX, en el que se tiene datos que sirvió de residencia para el presidente Gabriel García Moreno entre 1869 y 1874. Posteriormente, y ya en el siglo XX, se la transformó para usos comerciales y administrativos del Centro Comercial Palacio Arzobispal, edificación vecina por el lado oriental. En 1989 pasó a manos del Municipio de Quito, que lo convirtió en residencia para los Alcaldes de la ciudad, siendo ocupada para tales fines en los mandatos de Jamil Mahuad (1992-1998), Paco Moncayo (2000-2009) y Mauricio Rodas (2014-2019) con su familia.
Durante el mandato de Augusto Barrera (2009-2014), quien no ocupó la casa como su residencia, esta albergó varias oficinas especializadas en turismo en el primer piso, mientras que en el segundo se dispuso un despacho alterno y se usaban los salones para recibir a algunos huéspedes ilustres.

## Estructura
Su estructura espacial corresponde a la de una casa colonial de dos patios con crujías de dos pisos, como era tradición en el siglo XVII, pero readecuada en el año 1990 para el uso moderno. Durante la intervención la casa sufrió algunos cambios, como el reemplazo de la teja en el patio principal por una pérgola de madera cubierta de vidrio, que le da una sensación de mayor luminosidad y amplitud al espacio; además, se conservó la mayor parte de la estructura de madera y las columnas de piedra originales.
En el segundo patio se eliminaron los corredores, se cubrió el espacio con una estructura de hierro y vidrio, y se construyó una elegante escalera como punto focal de atención del espacio y como punto de entrada a los Apartamentos del Alcalde, que tienen vista hacia la plaza desde los cuatro balcones del segundo piso.
La fachada se confunde con las edificaciones vecinas hacia el oriente, no así con el Palacio de Pizarro, ubicado del lado occidental y actualmente convertido en un elegante hotel boutique. Destaca el portal continuo que comparte con las otras edificaciones, a modo de pasaje cubierto con salidas hacia la plaza a través de arcos de medio punto, sobre el que se encuentran los balcones del segundo piso. El edificio y su restauración obtuvieron el Premio Bienal de Arquitectura de Quito en 1990.